# Haussimont
Haussimont ist eine französische Gemeinde mit 139 Einwohnern (Stand: 1. Januar 2022) im Département Marne in der Region Grand Est (bis 2015 Champagne-Ardenne). Sie gehört zum Arrondissement Châlons-en-Champagne und zum Gemeindeverband Châlons-en-Champagne. Die Bewohner werden Haussimoniots genannt.

## Geografie
Die Gemeinde Haussimont liegt 27 Kilometer südlich der Départements-Hauptstadt Châlons-en-Champagne und 30 Kilometer westlich von Vitry-le-François in der Champagne sèche, der „trockenen Champagne“. Durch die Gemeinde fließt die Somme, ein Nebenfluss der Marne. Das 17,63 km² umfassende Gemeindegebiet ist bis auf die Auwälder an der Somme fast waldlos und geprägt von großflächigen Äckern auf überwiegend flachem Bodenrelief. Umgeben wird Haussimont von den Nachbargemeinden Bussy-Lettrée im Nordosten, Sommesous im Osten, Montépreux im Süden sowie Vassimont-et-Chapelaine im Westen und Nordwesten.

## Bevölkerungsentwicklung
| Jahr      | 1962 | 1968 | 1975 | 1982 | 1990 | 1999 | 2006 | 2013 | 2021 |
| Einwohner | 176  | 139  | 141  | 157  | 170  | 174  | 163  | 146  | 138  |

Im Jahr 1806 wurde mit 216 Bewohnern die bisher höchste Einwohnerzahl ermittelt. Die Zahlen basieren auf den Daten von cassini.ehess und INSEE.

## Sehenswürdigkeiten

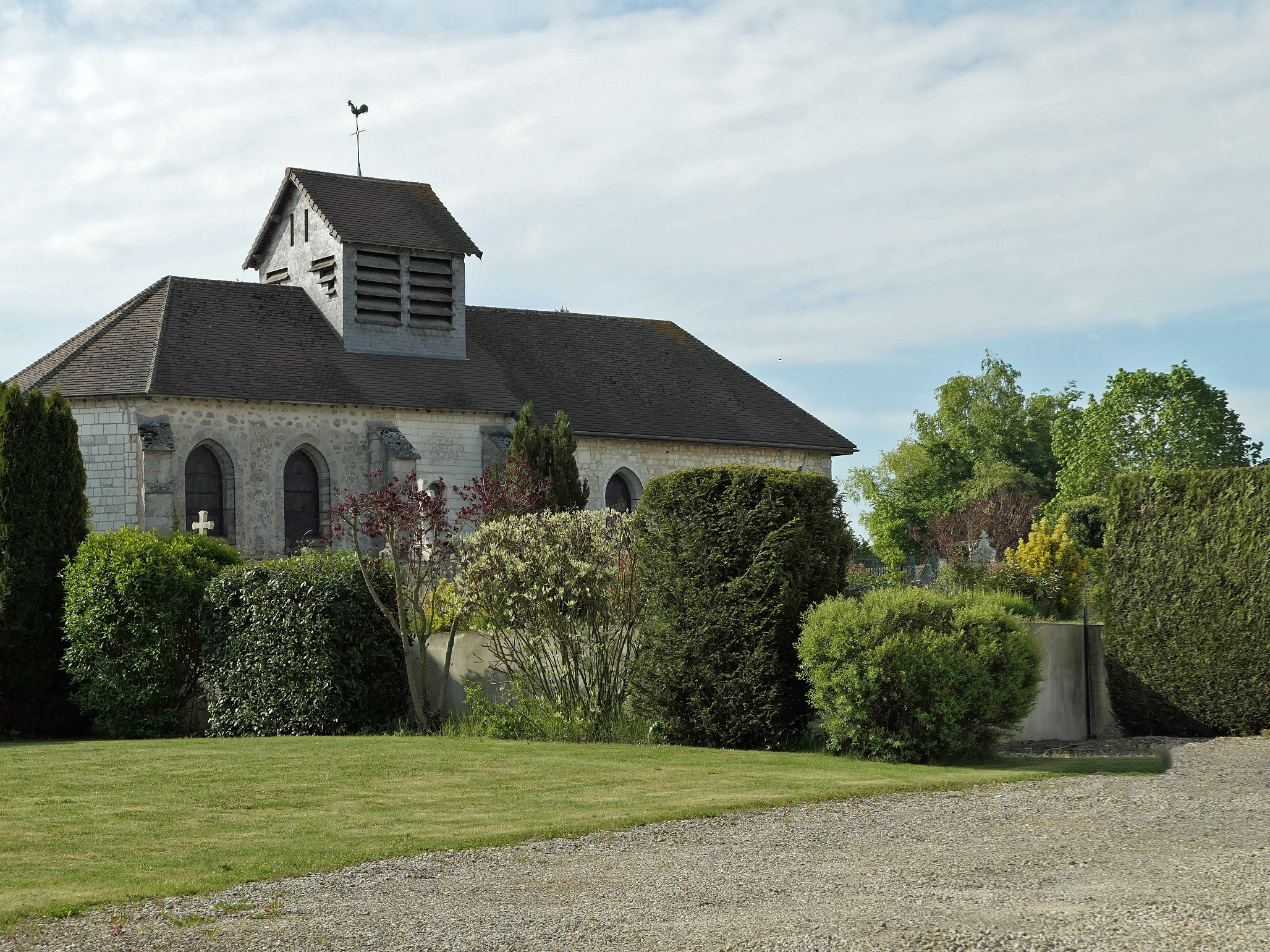
Kirche Saint-Eusèbe

- Kirche Saint-Eusèbe
- Sinnesgarten (Jardin sensoriel)[3]
- Calvaire
- Brunnen
- Wasserturm

## Wirtschaft und Infrastruktur
In Haussimont sind zwölf Landwirtschaftsbetriebe (Anbau von Getreide, Hülsenfrüchten und Ölsaaten) sowie eine Stärkefabrik ansässig.
Haussimont ist eine der wenigen Gemeinden in Frankreich, die das Label Ville fleurie – 4 Blumen führen.
Durch die Gemeinde Haussimont führt die teilweise autobahnartig ausgebaute RN 4 von Paris nach Nancy. Fünf Kilometer östlich wird diese von der Autoroute A 26 gekreuzt.
Im Nordosten hat Haissimont einen Anteil am Flughafen Paris Vatry.

## Belege
1. ↑  Haussimont auf cassini.ehess.fr
2. ↑  Haussimont auf insee.fr
3. ↑  Sinnesgarten Haussimont (französisch)
4. ↑  Landwirtschaftsbetriebe auf annuaire-mairie.fr (französisch)